# Display-typografi
Display-typografi er en bestemt grafisk fremstilling af et stykke tekst, der har til formål at fange beskueren. Typografien nedprioriterer derfor læselighed, men gør i stedet noget ud af det æstetiske ved brug af bl.a. rumlige virkemidler som skygge, specielle fonte samt små illustrationer. Display-typografi bruges i virksomhedsnavne, produktnavne og særlige overskrifter, hvor tekstens udseende gerne afspejler indholdet, hvad enten det er virksomheder, produkter eller en længere tekst.

## Fodnoter
1. ↑  Birkvig, Henrik; Pedersen, Kim. Grundbog i Grafisk Design (2. udgave), Forlaget Grafisk Litteratur 2002, s. 22. ISBN 87-88263-15-0.

| Kultur | Spire Denne artikel om kultur er en spire som bør udbygges. Du er velkommen til at hjælpe Wikipedia ved at udvide den. |